# George Odhiambo
George Odhiambo (Thur Gem, 31 dicembre 1992) è un calciatore keniota, di ruolo attaccante.

## Carriera

### Club
Ha giocato nella massima serie keniota, in quella danese e in quella armena.

### Nazionale
Nel 2009 ha esordito in nazionale.

## Statistiche

### Cronologia presenze e reti in nazionale
| Cronologia completa delle presenze e delle reti in nazionale ― Kenya | Cronologia completa delle presenze e delle reti in nazionale ― Kenya | Cronologia completa delle presenze e delle reti in nazionale ― Kenya | Cronologia completa delle presenze e delle reti in nazionale ― Kenya | Cronologia completa delle presenze e delle reti in nazionale ― Kenya | Cronologia completa delle presenze e delle reti in nazionale ― Kenya | Cronologia completa delle presenze e delle reti in nazionale ― Kenya | Cronologia completa delle presenze e delle reti in nazionale ― Kenya |
| Data                                                                 | Città                                                                | In casa                                                              | Risultato                                                            | Ospiti                                                               | Competizione                                                         | Reti                                                                 | Note                                                                 |
| -------------------------------------------------------------------- | -------------------------------------------------------------------- | -------------------------------------------------------------------- | -------------------------------------------------------------------- | -------------------------------------------------------------------- | -------------------------------------------------------------------- | -------------------------------------------------------------------- | -------------------------------------------------------------------- |
| 9-10-2010                                                            | Kasarani                                                             | Kenya                                                                | 0 – 0                                                                | Uganda                                                               | Qual. Coppa d'Africa 2012                                            | -                                                                    | 81’                                                                  |
| 26-3-2011                                                            | Nairobi                                                              | Kenya                                                                | 2 – 1                                                                | Angola                                                               | Qual. Coppa d'Africa 2012                                            | -                                                                    | 76’                                                                  |
| 5-6-2011                                                             | Luanda                                                               | Angola                                                               | 1 – 0                                                                | Kenya                                                                | Qual. Coppa d'Africa 2012                                            | -                                                                    | 77’                                                                  |
| Totale                                                               |                                                                      | Presenze                                                             | 22                                                                   |                                                                      | Reti                                                                 | 1                                                                    |                                                                      |